# Maverick Morgan
Maverick Morgan (ur. 28 sierpnia 1994 w Springboro) – amerykański koszykarz występujący na pozycjach silnego skrzydłowego lub środkowego.
W szkole średniej został wybrany zawodnikiem roku dywizji I Ohio przez Ohio Basketball Coaches Association oraz dywizji południowej. Został też zaliczony do I składu All-Ohio, All-Southwest District (przez Associated Press) i Greater Western Ohio All-Conference.
Jego ojciec Jeff grał w koszykówkę na uczelni Lee University (NAIA) w Cleveland (Tennessee).
5 sierpnia 2017 dołączył do GTK Gliwice. 17 sierpnia 2018 został zawodnikiem litewskiego Vytautas Preny. 26 listopada podpisał drugą w karierze umowę z GTK Gliwice.

## Osiągnięcia
Stan na 20 września 2019, na podstawie, o ile nie zaznaczono inaczej.
NCAA
- Zaliczony do składu Academic All-Big Ten (2015, 2016)